# 牧田匡平

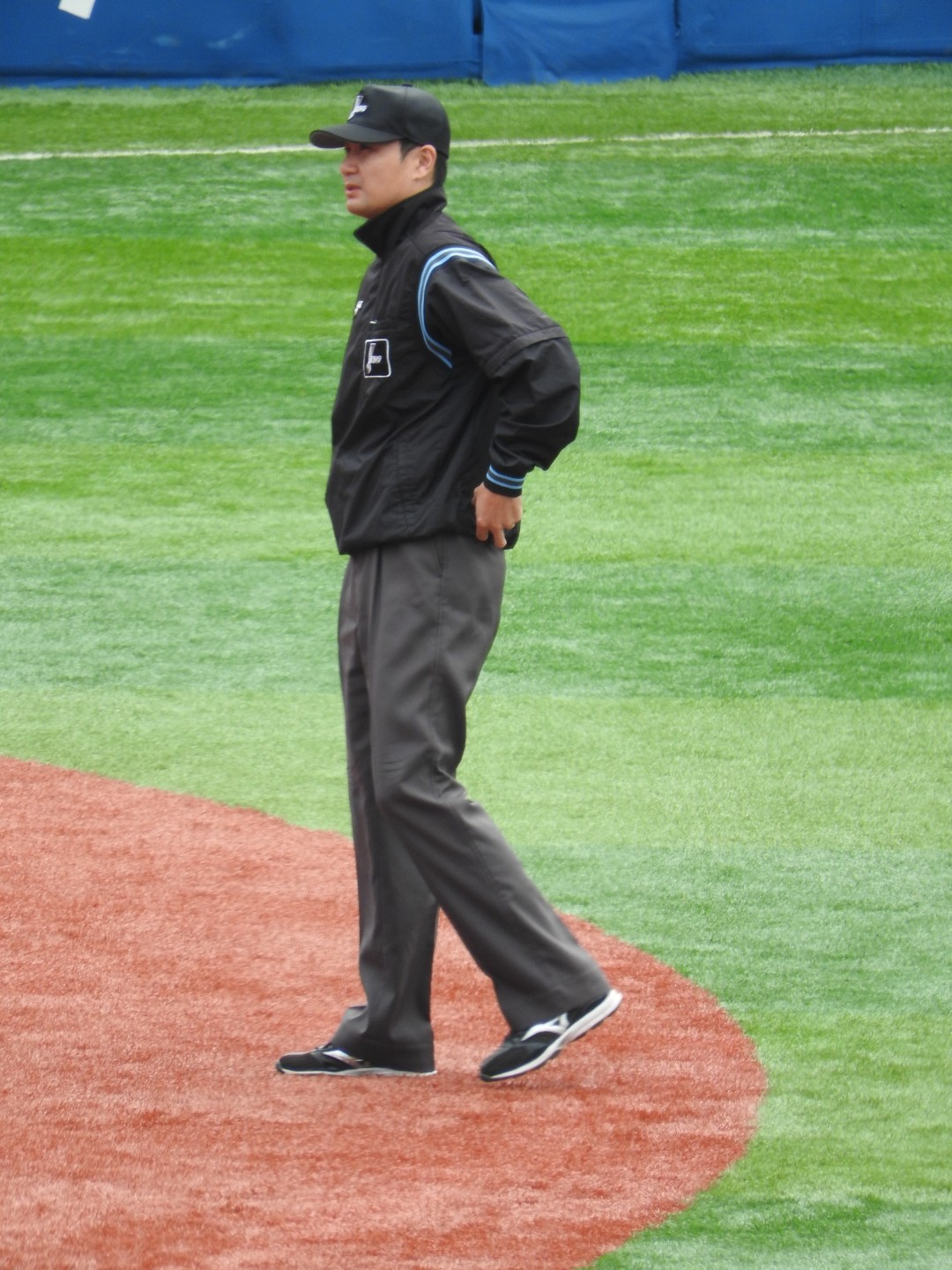
2022年5月15日 横浜スタジアムにて

牧田 匡平（まきた きょうへい、1979年2月28日 - ）は、プロ野球審判員。審判員袖番号は28。

## 来歴・人物
静岡県立清水東高等学校、愛知大学卒業。2000年末に行なわれた審判員公募に応募して、60名の中から書類審査・実技試験を経て萩原達也と共に新規採用された。2001年1月にセントラル・リーグ審判部に入局。
2010年にはオールスターゲーム初出場を果たし、第1戦（7月23日、ヤフードーム）で球審を務めた。
2016年ファインジャッジ賞受賞。
2017年には日本シリーズ（ソフトバンク対DeNA戦）初出場を果たし、第2戦（10月29日、ヤフオクドーム）で球審を務めた。
2019年には2度目のファインジャッジ賞を受賞した。3月29日の日本ハム対オリックス戦（札幌ドーム）で球審を務め、1回表と3回裏での難しい本塁クロスプレイを適切に判定したことが表彰の対象となった。同年、日本で開催された第2回WBSCプレミア12スーパーラウンドおよび順位決定戦に派遣され、4試合に出場した。3位決定戦では球審を務めた。
2022年9月にドイツ・レーゲンスブルクで行われた第5回ワールド・ベースボール・クラシック予選A組に派遣され、4試合に出場した。
2025年よりクルーチーフに昇格。

## 審判出場記録
- 初出場：2005年9月23日、ヤクルト対横浜4回戦（神宮球場）、二塁塁審。
- 出場試合数：1506試合
- オールスター出場：2回（2010年＝第1戦で球審、2017年）
- 日本シリーズ出場：2回（2017年=第2戦で球審 2021年=第3戦で球審）

（記録は2024年シーズン終了時）

## 表彰
- ファインジャッジ賞：3回（2016年、2019年、2022年）（記録は2022年シーズン終了時）